# Tusass

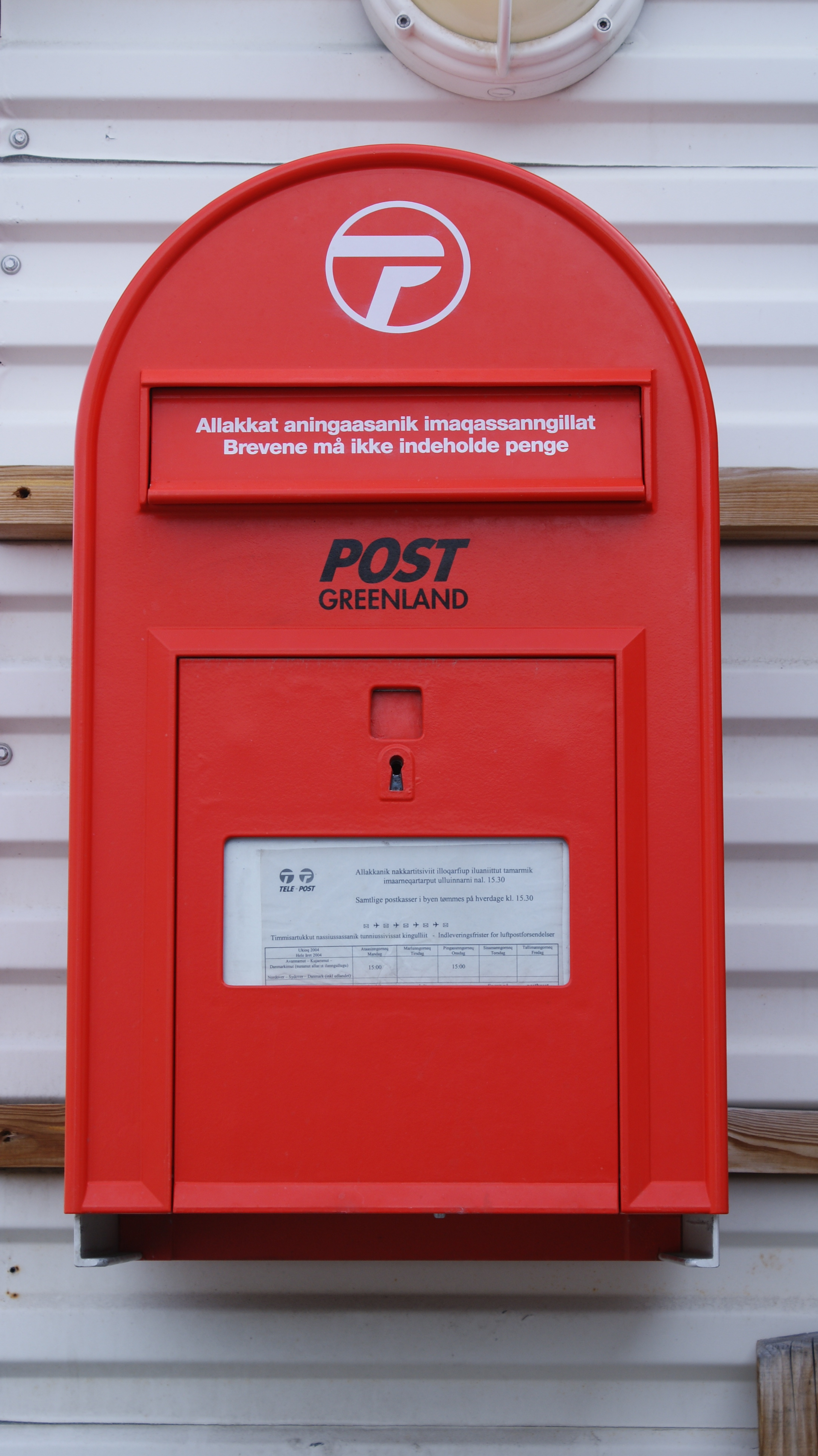
Post Greenland-brevlåda på Uummannaq Heliport

Tusass (tidigare Tele Greenland A/S) är Grönlands post- och telebolag. Bolaget ägs helt av det grönländska självstyret, och har cirka 460 anställda. Huvudkontoret ligger i Nuuk. 
Den grundläggande teleinfrastrukturen består av en digital radiolänkkedja från Nanortalik på Sydgrönland till Uummannaq på Västgrönland. Nord- och Östgrönland betjänas av satellitförbindelser för såväl in- som utrikes kommunikation. Från huvudstaden Nuuk i sydväst samt från Qaqortoq i syd går sjökabelförbindelser till Kanada och Island.